# Guillaume Raineau
Guillaume Raineau, född 29 juni 1986 i Nantes, är en fransk roddare.
Raineau blev olympisk bronsmedaljör i lättvikts-fyra utan styrman vid sommarspelen 2016 i Rio de Janeiro.